# Doża

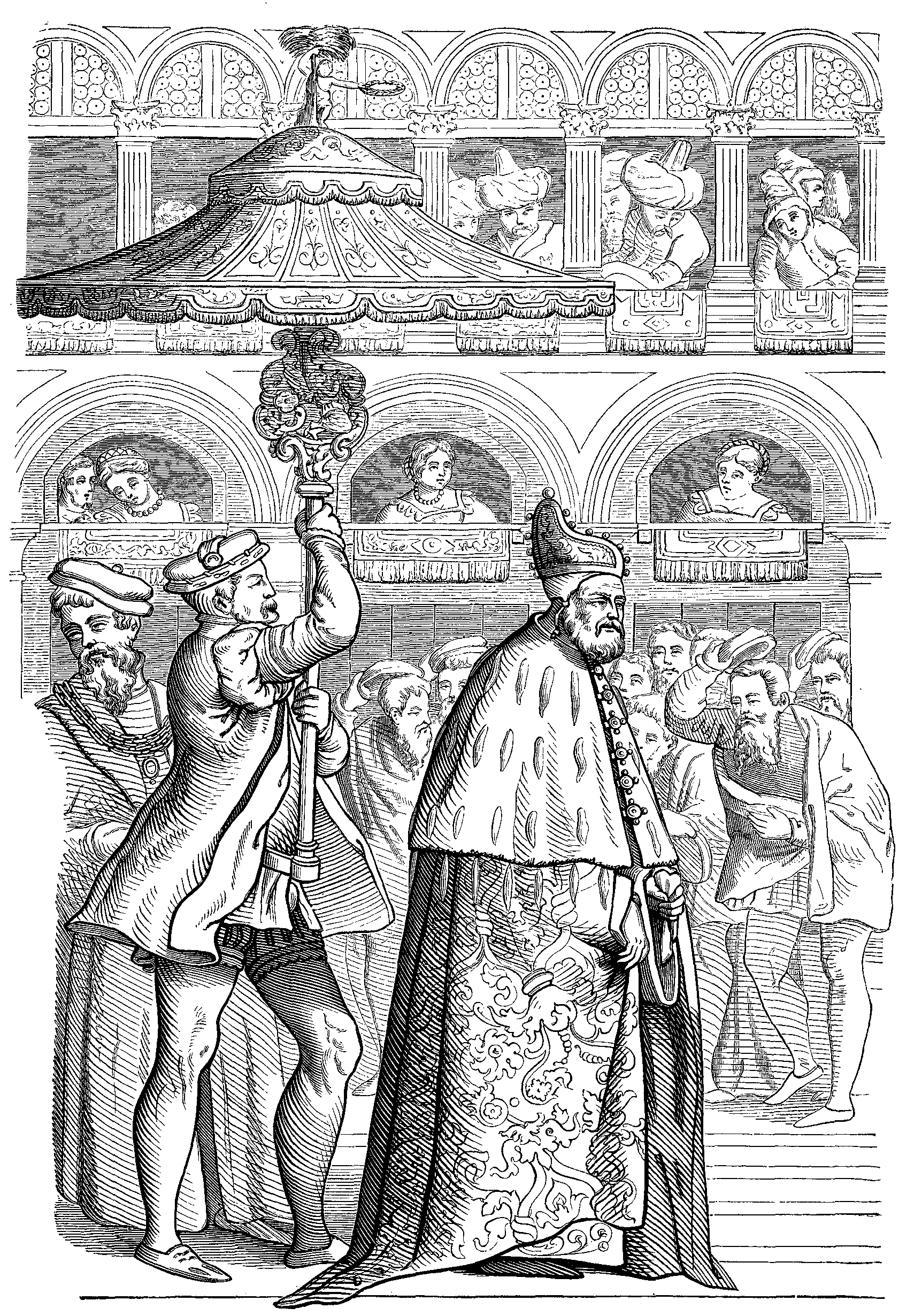
Doża Wenecji, XVI wiek

Doża – tytuł przysługujący władcom (najwyższym urzędnikom) Republiki Weneckiej (od roku 697) i Genui (od roku 1339). Wyrażenie pochodzi od włoskiego doge i łacińskiego dux – oznaczającego wodza.